# 청송 관리 왕버들
청송 관리 왕버들은 대한민국 경상북도 청송군 파천면 관리에 있는 왕버들로 대한민국의 천연기념물 제193호이다.